# STS-48
是历史上第四十三次航天飞机任务，也是发现号航天飞机的第十三次太空飞行。此次任务的主要载重是高层大气研究卫星（UARS）。

## 任务成员

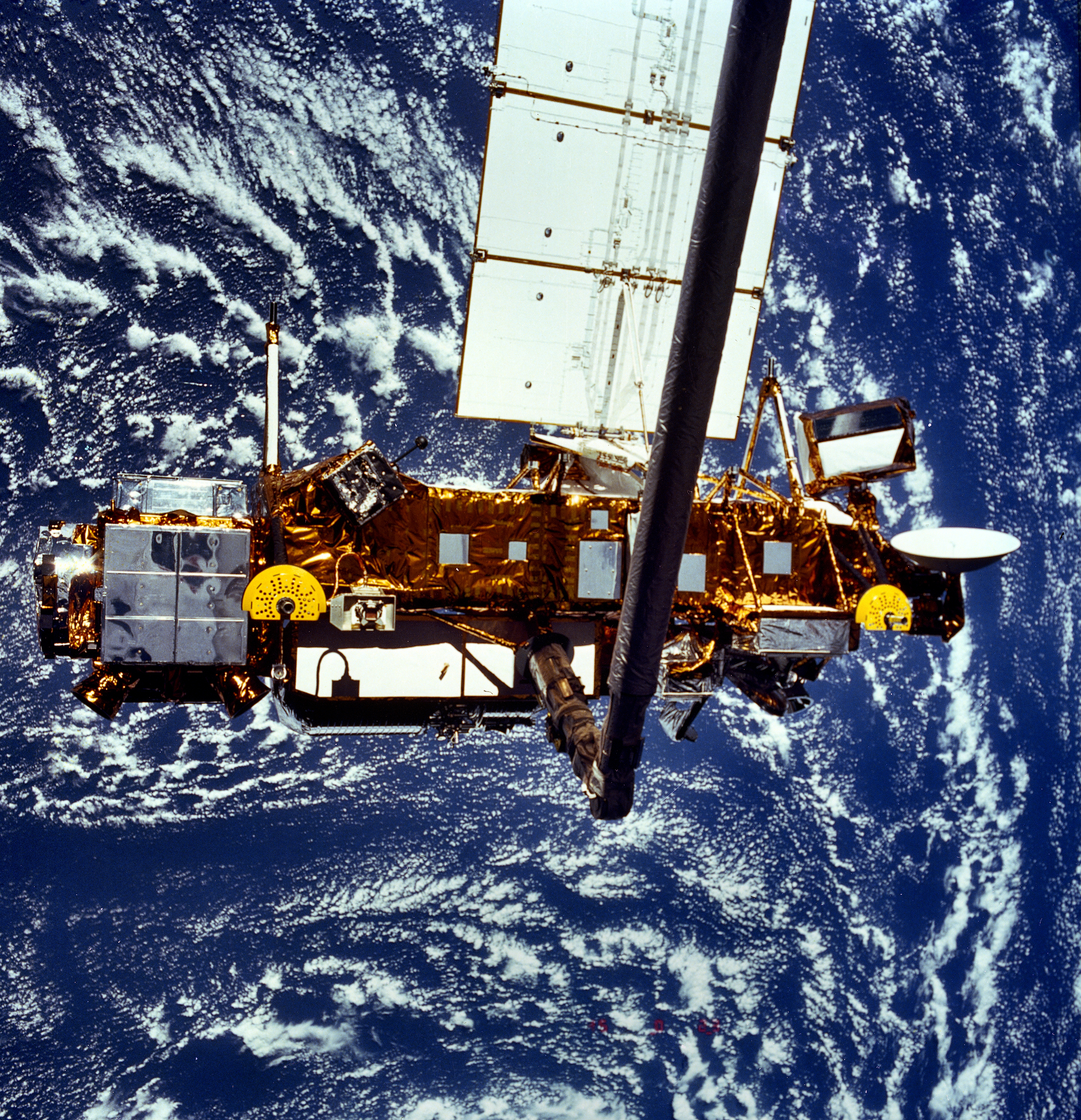
发现号航天飞机释放出UARS

- 约翰·克雷顿（John O. Creighton，曾执行、以及任务），指令长
- 肯内斯·雷特勒（Kenneth S. Reightler，曾执行以及任务），飞行员
- 詹姆斯·布克利（James Buchli，曾执行、以及任务），任务专家
- 查尔斯·格马（Charles D. Gemar，曾执行、以及任务），任务专家
- 马克·布朗（Mark N. Brown，曾执行以及任务），任务专家